# 立新乡 (治多县)
立新乡，是中华人民共和国青海省玉树藏族自治州治多县下辖的一个乡镇级行政单位。

## 行政区划
立新乡下辖以下地区：
扎西牧委会、岗查牧委会和叶青牧委会。